# Nuntii Latini
Nuntii Latini (littéralement « les courriers latins ») était un service d'actualité basé en Finlande qui diffusait des bulletins hebdomadaires entièrement en latin. Chaque vendredi, pendant 5 minutes. Ceux-ci ont été émis de septembre 1989 à juin 2019 sur les ondes d'une chaine de radio publique nationale YLE Radio 1,.
Ce bulletin résumait les actualités et nouvelles internationales. Les textes étaient lus en latin alternativement par un présentateur et une présentatrice. Le contenu est également retranscrit et toujours accessible au format numérique. Le dernier bulletin du 14 juin 2019 est disponible à cette adresse : https://areena.yle.fi/1-50142295. On peut y lire à la fin « post ferias aestivas non continuabuntur » (non reconduit après les congés d'été) suivi par leurs adieux aux auditeurs.